# Reino de Portugal
El Reino de Portugal fue una monarquía en el oeste de la península ibérica y predecesora de la moderna República Portuguesa. Existió en diversos grados entre 1139 a 1910, y también fue conocido como Reino de Portugal y los Algarves después de 1415, y como Reino Unido de Portugal, Brasil y Algarbes entre 1815 y 1822. El nombre también se aplica a menudo al Imperio portugués, las colonias de ultramar del reino.

## Orígenes del reinado y la monarquía portuguesa
En 806 se constituye el primer Condado de Portucalense que duró hasta 1071, bajo la comandancia del militar y noble gallego Vímara Pérez, vasallo de Alfonso III de Asturias, y después de la conquista de la región entre o río Miño y Salva Terra a los musulmanes. En 1093 Alfonso VI de León ofreció el Condado Portucalense, que era parte del Reino de Galicia y que le prestaba vasallaje, al conde Enrique de Borgoña, agradecido por su ayuda en las conquista contra los musulmanes, y también como dote por el matrimonio con su hija Teresa de León. De esta unión nació el infante Alfonso Enríquez, heredero del condado que en 1139, tras hacer la guerra a su propia madre, se autoproclamó rey de Portugal y se independizó del reino de León, dividiendo asimismo el antiguo Reino Galicia en dos. Para conseguir el reconocimiento del papa, Alfonso Enríquez prometió vasallaje y a pagar un censo anual de cuatro onzas. Respondiendo a esa devoción cristiana, emprendió múltiples batallas contra los musulmanes hacia el sur y con la ayuda de los templarios llegó al Alentejo, al sur de Portugal. El 23 de mayo de 1179, el papa Alejandro III, a través de la bula Manifestis Probatum, reconoció a Alfonso Enríquez rey de Portugal. En 1249, su hijo y rey portugués Sancho I, conquistó Al Gharb, el Algarve, a los musulmanes y lo añadió a la Corona portuguesa, completándose así el territorio de Portugal continental tal cual se conoce hoy en día. Después de los gobiernos bajo la dinastía de Borgoña, reinaron en Portugal los Avís hasta 1580, después y durante sesenta años los «Felipes» y, finalmente en 1640, los Braganza hasta 1910. El último rey fue Manuel II, que heredó el trono de su padre y hermano asesinados a tiros en la Plaza del Comercio (Lisboa) por partidarios republicamos. Con veintiún años y dos de gobierno, sufrió un alzamiento militar contra la monarquía, fue expulsado y se exilió en Inglaterra. El 5 de octubre de 1910  se implantó la república en Portugal.

## Dinastía Borgoña
Enrique de Borgoña. La dinastía Borgoña en Portugal empieza con este conde, nacido en Dijón (Francia) en 1066 y fallecido en Astorga el 1112.  
Alfonso Enríquez. Este joven fue educado y apoyado por los nobles y clero entre las poblaciones de Guimarães y Braga, y tuvo como benefactor al arzobispo de Braga, Paio Mendes. Este arzobispo es conocido por haber incentivado al joven Alfonso Enríquez a mantener una postura contra su madre que terminó en guerra, la Batalla de San Mamede, que la ganó. También organizó el encuentro entre Alfonso Enríquez y su primo Alfonso VII de León para firmar el tratado de paz y la independencia del Condado Portucalense del reino de León, el conocido Tratado de Zamora (1142). Fue coronado rey el 26 de julio de 1139 en Coímbra y recibió del papa Alejandro III, a través de la bula Manifestis Probatum, el reconocimiento como rey de Portugal. 
Sancho I de Portugal. 1185-1211. Fue el segundo rey de la dinastía borgoñesa en Portugal, heredó y  llevó a cabo los proyectos cristianos y conquistadores de su padre Alfonso Enríquez. Fue conocido como «el Poblador», por el estímulo con que apadrinó la repoblación de los territorios del país. 

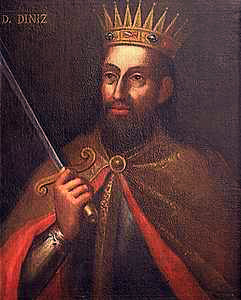
Retrato de Dionisio I de Portugal.

Dionisio I de Portugal (1261-1325), Dinis para los portugueses y apodado «el Trovador», fue el sexto rey de la dinastía de Borgoña. Mantuvo un periodo de paz ininterrumpido y de gran desarrollo para la lengua portuguesa. Era poeta y escribió libros sobre la administración territorial y la caza. La lengua galaico-portuguesa, derivada del latín, se desarrolló por lo menos desde el siglo X y era la utilizada para los versos de los cantares trovadorescos de autores provenientes tanto de Galicia como de la propia corte del reino de Castilla y León, se sabe que el propio Alfonso X el Sabio, abuelo de Dionisio, también trovador,  tenía entre sus composiciones algunas en esta lengua. El rey Dionisio, por otro lado, fue traductor al portugués de muchos textos de su abuelo. En 1282 se casó con la infanta Isabel de Aragón, la reina santa de Portugal, ya que fue devota del peregrinaje a Santiago de Compostela. El final de su vida estuvo marcado por conflictos internos. Su heredero Alfonso IV de Portugal disputó su legitimidad con su hermanastro Alfonso Sánchez, intelectual de la época. Dionisio tuvo dos hijos legítimos,Constanza de Portugal, que casó con Fernando IV de Castilla y fue reina consorte, y el mencionado Alfonso IV. También reconoció haber tenido siete hijos ilegítimos. 
Fernando I de Portugal fue el último monarca portugués de la dinastía Borgoña (1345-1383). Hijo del rey Pedro I de Portugal, quien reforzó el poder central del gobierno al eliminar la jurisdicción de la aristocracia y del clero, fue un rey débil pero sumamente ambicioso. Así, en 1369, como descendiente legítimo por parte materna de Sancho IV de Castilla, reclamó el trono de la Corona de Castilla a la muerte de Pedro I de Castilla. Finalmente, el escogido para ocupar el trono castellano fue Enrique de Trastámara, hermano bastardo de Pedro I, que fue confirmado por el papa Gregorio XI. Al morir Fernando I,  su hija Beatriz de Portugal, fue nombrada heredera del país y reina de jure, pero su anterior boda con Juan I de Castilla provocó una insurrección interna de la nobleza, que veía peligrar la independencia de su país, en favor de Juan de Avís, hermano bastardo de Fernando I.

## Dinastía Avís

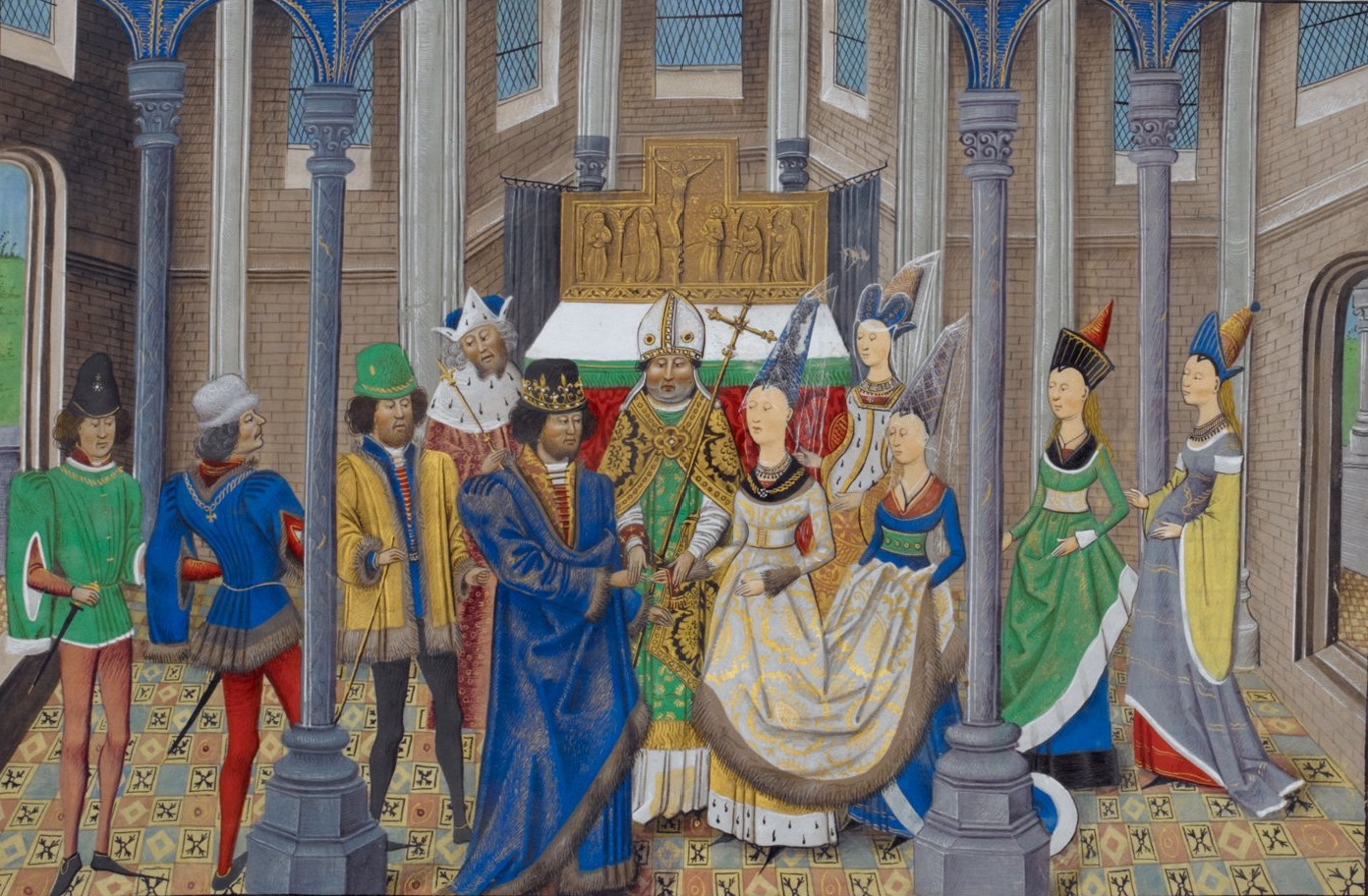
Pintura de la boda entre Juan I y Felipa de Lancaster en 1387.

El ascenso de Juan I de Portugal, o de Avís, a la corona del reino de Portugal en 1385 supuso la entronización de la dinastía Avís que duró hasta 1595. Al acceder al reinado tuvo que hacer frente a la invasión de Juan I de Castilla, que invocaba el derecho legítimo de su esposa, Beatriz de Portugal; fue derrotado en la Batalla de Aljubarrota en 1385. Durante su reinado se inició la expansión portuguesa gracias a la conquista de Ceuta en 1415 y de las expediciones de notables marineros como Enrique el Navegante, Vasco da Gama o Pedro Álvares Cabral. La dominación portuguesa se hizo efectiva sobre Brasil, Angola, Mozambique, diversas ciudades de la India, Macao y Timor.
Alfonso V. (1432-1481). Centró su atención expansiva al norte de África y en las expediciones de exploración del océano Atlántico. En 1475 intentó interferir en la política castellana después de la muerte de Enrique IV de Castilla y las aspiraciones de la hermana de este, Isabel I, y de Juana la Beltraneja sobrina del rey portugués. Aquel año, se casó con Juana y se proclamó rey de Castilla y León, pero finalmente fue derrotado en la Batalla de Toro en 1476 por su primo Fernando II de Aragón, esposo de Isabel la Católica.
Juan II de Portugal. 1455-1495. Durante el reinado de este rey se firmó el famoso Tratado de Tordesillas (1494), para delimitar las zonas de conquista del Nuevo Mundo. Así mismo, estableció lazos matrimoniales con los Reyes Católicos, casando a su hijo y heredero Alfonso de Portugal, que murió antes de su padre, con Isabel de Aragón. La muerte de Juan II de Portugal sin heredero legítimo trajo consigo que fuese sucedido por su primo y cuñado Manuel de Viseu, el cual se había casado en 1497 con Isabel de Aragón, viuda del infante Alfonso. El nacimiento de Miguel de Paz, que fue nombrado al nacer Príncipe de Asturias, fue visto por los Reyes Católicos como el intento de poder unificar las tres coronas bajo un mismo régimen, pero la muerte de este en 1500 truncó las aspiraciones de unificación. Contrajo un segundo matrimonio con otra hija de los Reyes Católicos, María de Aragón, con la cual tuvo los futuros herederos de la Corona de Portugal.
Juan III de Portugal. 1502-1557. Reinó como un rey fervientemente católico e introdujo en el país la Compañía de Jesús en 1534 y la Inquisición en 1536. Continuó con la política expansionista portuguesa, pero esta sufrió los ataques de los piratas y de los franceses en el océano Atlántico y del Imperio otomano en la India. Las embajadas portuguesas llegaron hasta lugares tan remotos como China y Japón. A la muerte de sus príncipes herederos, y especialmente la de Juan de Portugal, le sucedió su nieto Sebastián I, hijo del anterior. Sebastián I fue un rey muy débil y frágil y su ascenso a la corona, con tan solo tres años de edad, resultó en la regencia, inicialmente de su abuela Catalina de Habsburgo, y posteriormente de su tío Enrique el Cardenal.

## Dinastía de "los Felipes"
Cuando en 1580 Sebastián I de Portugal murió sin descendencia en la  Batalla de Alcazarquivir, el trono portugués quedó vacante. Por ello Felipe II de España reclamó sus derechos dinásticos al ser hijo de Isabel de Portugal y nieto de Manuel I de Portugal. El rey de la casa de Habsburgo se hizo valer y envió al duque de Alba al frente de un ejército castellano, que derrotó en la Batalla de Alcántara (1580) a la oposición portuguesa liderada por el pretendiente Antonio, prior de Crato, y permitió a Felipe II ser reconocido rey de Portugal como Felipe I. La unión dinástica aeque principaliter (1580-1640) significó la unión de dos imperios, el portugués y el español. Felipe II se preocupó por mantener la identidad del país natal de su madre y tuvo en cuenta los intereses de los portugueses. Se comportó como un portugués más, adaptó sus formas de vestir, comer y divertirse. La corte hablaba portugués y las «meninas» de la noblesa portuguesa educaban a las infantas. Portugal conservó sus propias leyes e instituciones, fortificó Lisboa. Felipe quiso hacer navegable el Tajo, pero este gran proyecto se esfumó en los siguientes reinados de Felipe III y IV. Este último tuvo que hacer frente a la rebelión de los portugueses. El país se encontraba en bancarrota, y el conde-duque de Olivares les sometió a una reglamentación inasumible. A los portugueses les preocupaba cosas que a los españoles no les interesaba, la inseguridad de sus puertos en la colonias de Brasil, había que sufragar nuevas flotas para enfrentarse a los ataques de los holandeses, el negocio del azúcar en Bahía estaba se desmoronado y, lo más importante, temían perder el control de los puertos de Angola y Santo Tomé, de gran importancia económica por el tráfico de los esclavos. Ya había perdido el negocio azucarero en Bahía y la el de los tintes en las Azores y Madeira. El abandono de las colonias de Macao, Manila, Bombay, Ceuta y Tánger. Felipe IV quiso involucrar y utilizar las empresas bélicas portuguesas en las luchas de la monarquía española contra las guerras con Francia Holanda y Cataluña. Así pues, se había agotada la paciencia de toda la sociedad portuguesa. Aprovechando la concentración de las tropas españolas en Cataluña, los conjurados nacionalistas patriotas y los grupos de hidalgos llamado «Los cuarenta» movilizaron al pueblo contra los Habsburgos. El 1 de diciembre del 1640 se concentraron en Lisboa, asesinaron a Miguel Vasconcelos que representaba los intereses castellanos y clamaron a los Braganza, escogiendo al que fue Juan IV de Portugal, el séptimo duque de Braganza, el primero de la dinastía Braganza a reinar en Portugal.  

## Dinastía Braganza

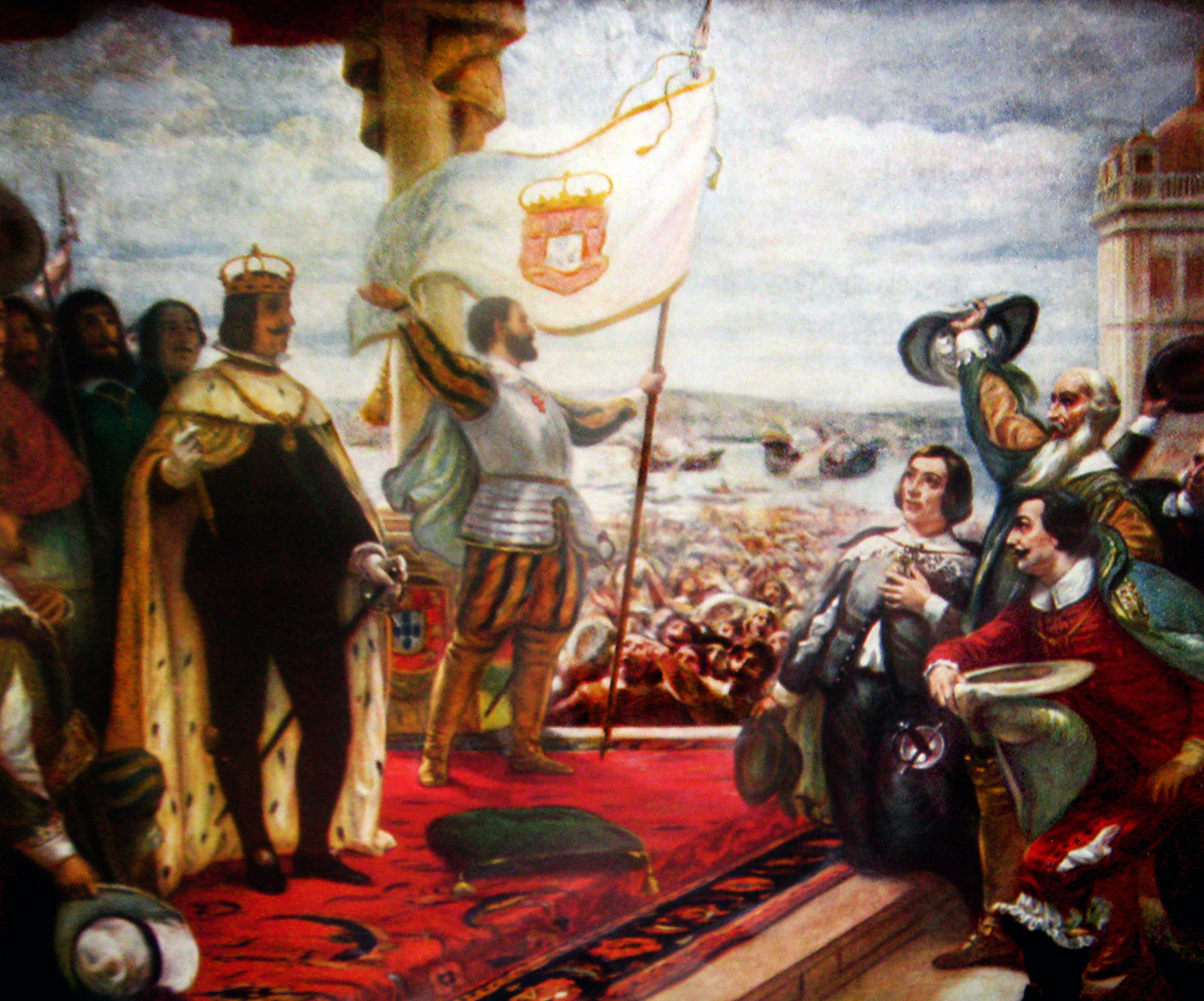
Proclamación de Juan IV como rey de Portugal.

Juan IV de Portugal en 1640 la dinastía de Braganza se hizo con el poder y consiguió, después de una larga guerra, la independencia definitiva de la Corona española. Esto era debido a la dificultad que suponía para los ejércitos españoles hacer frente a todos los conflictos abiertos: la Guerra de los Treinta Años, la sublevación de Cataluña y las revueltas en Portugal, Sicilia y Nápoles.
El nuevo rey estableció una alianza con el reino de Inglaterra y acordó el matrimonio de su hija Catalina de Braganza con Carlos II de Inglaterra. Con la realización de este pacto, Portugal cedió las posesiones de Tánger y Bombay a Inglaterra, a la vez que consiguió recuperar, gracias a la ayuda inglesa, los territorios de Luanda, Santo Tomé y Príncipe y Brasil, que en aquellos momentos estaban ocupados por las Provincias Unidas. La pérdida de Malaca y Ceilán a manos de los holandeses supone que el oro, el azúcar y los diamantes de Brasil fueran, a partir de entonces, la principal fuente de ingresos de Portugal.
En 1667, Pedro II se hizo con el poder como regente y relegó a su hermano Alfonso VI y, en 1683, accedió finalmente al trono. Juan V incorporó a Portugal a la Gran Alianza. Después del Terremoto de Lisboa de 1755, el rey José I modernizó el país, obra del marqués de Pombal, Sebastião José de Carvalho e Melo, pero refuerzó su poder absoluto. Después del intento de asesinar al rey, el marqués de Pombal reprimió  y castigó a las familias de la oposición nobiliaria, reticentes a sus propuestas de cambio, y además expulsó a la Compañía de Jesús, con el beneplácito del papado.
En 1779, accedió al trono María I, que reinó junto su marido Pedro III. La destitución del marqués de Pombal fue bien vista por el pueblo pero fue el primer paso de la decadencia portuguesa, acentuada por el Bloqueo Continental que impone Napoleón contra Inglaterra y por la invasiones napoleónicas (hasta cuatro veces, 1807-1811, es ocupada Portugal). La familia real se trasladó a Brasil y poco después, este país se independiza de la metrópoli Lisboa en 1822.

## Crisis delsigloXIX

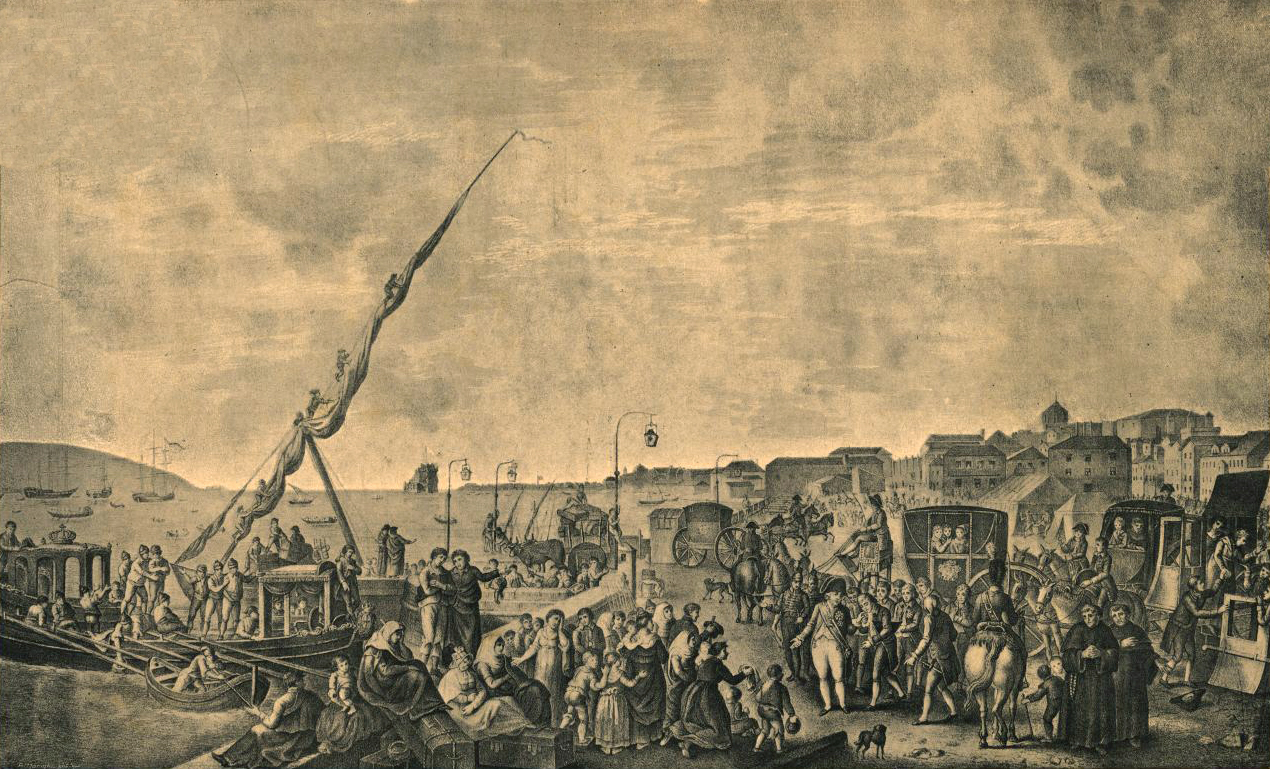
Huida de Juan VI y su familia desde el puerto de Belém

La negativa de Portugal de cortar sus vínculos de relación con Reino Unido provocó la invasión del país por parte de las tropas de Napoleón Bonaparte que ocuparon Lisboa el 1 de diciembre de 1807. La intervención británica consiguió devolver la independencia durante la guerra de la Independencia Española y las últimas tropas francesas fueron expulsadas en 1812. Debido a la huida de la familia real durante la guerra a Río de Janeiro, esta ciudad brasileña se convirtió en la capital del reino entre 1808 y 1821.
Las insurrecciones de las ciudades de Oporto y Lisboa en 1820 provocó el retorno de Juan VI a Europa y su príncipe heredero se quedó en Brasil. Fue el primer rey en aceptar una constitución. El 7 de septiembre de 1822 Pedro I de Brasil, hijo de Juan VI, proclamó la independencia del Imperio de Brasil y lideró posteriormente una revuelta contra su padre para hacerse con el poder de Portugal. En 1826, con la muerte de su padre, reclamó sus derechos dinásticos de la corona de Portugal, pero fue obligado a renunciar al cabo de siete días en favor de su hija María II con la condición de que esta se casara cuando tuviera edad suficiente con Miguel de Braganza, enlace que no llegó a término. El descontento entre la población hizo que en 1828 Miguel de Braganza se hiciera con el poder bajo el nombre de Miguel I de Portugal durante su reinado de tan solo siete años, para volver posteriormente María II.

## Casa de Sajonia-Coburgo y Gotha

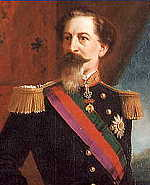
Fernando II de Portugal, primer rey de la Casa de Sajonia-Coburgo y Gotha en Portugal.

La reina María II de Portugal, última monarca de la casa de Braganza, se casó en 1836 con el príncipe Fernando de Sajonia-Coburgo-Gotha, rey Iure uxoris de Portugal con el nombre de Fernando II desde el nacimiento de su primer hijo en 1837. A la muerte de María el 15 de noviembre de 1853 subió al trono su hijo en común, Pedro V, con dieciséis años de edad; el rey Fernando actuó como regente hasta el 16 de septiembre de 1855, cuando Pedro alcanzó su mayoría de edad.
Después de la crisis política entre 1868 y 1872, que coincidió con el Sexenio Democrático ocurrido en España, el sistema político recuperó su estabilidad y se inició la rotación de los principales partidos políticos: el Partido Regenerador (conservador) y el Partido Progresista.
En 1908 el rey Carlos I de Portugal y el príncipe heredero Luis Felipe de Braganza fueron asesinados en la ciudad de Lisboa. Manuel II fue proclamado rey. Este acusó al primer ministro João Ferreira Franco Pinto Castelo-Branco de ser responsable del asesinato regio. Además Castelo-Branco había gobernado de forma dictatorial durante sus últimos años por lo cual fue destituido por el nuevo rey. La Revolución de 1910 proclamó la Primera República portuguesa y obligó al exilio del rey en Inglaterra.
En 1932, después de la muerte del último rey de Portugal, María Pía Murça Laredó, hija de Armando Mauricio Laredó y Laredó y de María Amelia Murça Berhen, se autoproclamó «duquesa de Braganza», se llamó a sí misma María Pía de Sajonia-Coburgo Braganza, reclamó tener derechos dinásticos y aseguró, sin ninguna prueba comprobable, que era hija bastarda legitimada de Carlos I y, por lo tanto, supuestamente hermana del rey Manuel II, de acuerdo con el texto de las Cortes de Lamego, que decía: «si el Rey muere sin hijos, en el caso de tener hermano este poseerá el reino en su vida». Reclamó el título de duquesa de Braganza (por la rama constitucional de la Casa Real) y defendió ser la legítima reina de Portugal.

## Lista de monarcas de Portugal

### Casa de Borgoña(1139-1385)
- Alfonso I (Alfonso Enríquez) el Conquistador, el Fundador o el Grande (1139-1185)
- Sancho I el Poblador (1185-1211)
- Alfonso II el Gordo (1211-1223)
- Sancho II el Capelo o el Piadoso (1223-1247)
- Alfonso III el Reformador (1247-1279)
- Dionisio I (Dinis) el Trovador (1279-1325)
- Alfonso IV el Bravo (1325-1357)
- Pedro I el Cruel o el Justiciero (1357-1367)
- Fernando I El Hermoso, El Bello, El Inconsciente o El Inconstante (1367-1383)
- Beatriz de Portugal (de jure) (1383-1385)

### Casa de Avís(1385-1495)
- Juan I (1385-1433)
- Eduardo I (1433-1438)
- Alfonso V el Africano (1438-1481)
- Juan II el Príncipe perfecto (1481-1495)

### Casa de Avís-Beja (1495-1580)
- Manuel I El Afortunado (1495-1525)
- Juan III el Piadoso (1525-1557)
- Sebastián I el Deseado (1557-1578)
- Enrique el Cardenal (1578-1580)
- Antonio, prior de Crato, pretendiente al Trono (1580)

### Casa de Austria(1581-1640)
- Felipe I de Portugal el Prudente (1581-1598)
- Felipe II de Portugal el Piadoso (1598-1621)
- Felipe III de Portugal el Grande o el Rey Planeta (1621-1640)

### Casa de Braganza(1640-1853)
- Juan IV (1640-1656)
- Alfonso VI el Victorioso (1656-1683)
- Pedro II el Pacífico (1683-1706)
- Juan V el Magnánimo (1706-1750)
- José I el Reformador (1750-1777)
- Pedro III (1777-1786)
- María I (1777-1816)
- Juan VI el Clemente (1816-1826)
- Pedro IV el Rey Soldado (1826)
- María II la Educadora (1826-1828)
- Miguel I el Tradicionalista (1828-1834) pretendiente hasta 1866
- María II (1834-1853)

### Casa de Braganza Sajonia-Coburgo-Gotha(1853-1910)
- Pedro V el Esperanzado (1853-1861)
- Luis I el Popular (1861-1889)
- Carlos I el Martirizado (1889-1908)
- Manuel II el Patriota o el Rey Perdido ( 1908-1910)

## Pretendientes al trono portugués  (1910-presente)

### Pretendientes por línea Constitucional
- Manuel II de Portugal (1910-1932)
- Costanza da Camara de Mendoza, como Costanza  I de Portugal (1932-1967)
- Alberto Nuno de Mendoza-Braganza y Borbón, como Alberto I de Portugal (1967-2003)
- Pedro de Mendoza-Braganza y Borbón, como Pedro VI de Portugal (2003-presente)

### Pretendientes línea Miguelista
- Miguel de Braganza como Miguel II de Portugal (1866-1920)
- Eduardo Nuño de Braganza como Eduardo II de Portugal (1920-1976)
- Eduardo Pío de Braganza como Eduardo III de Portugal (1976-presente)

### Pretendientes por línea Sajonia-Coburgo Braganza
- María Pía de Sajonia-Coburgo Braganza como María III de Portugal (1932-1995)
- Rosario de Braganza como Rosario I de Portugal (1995-presente)